# Czynnik wzrostu śródbłonka naczyniowego

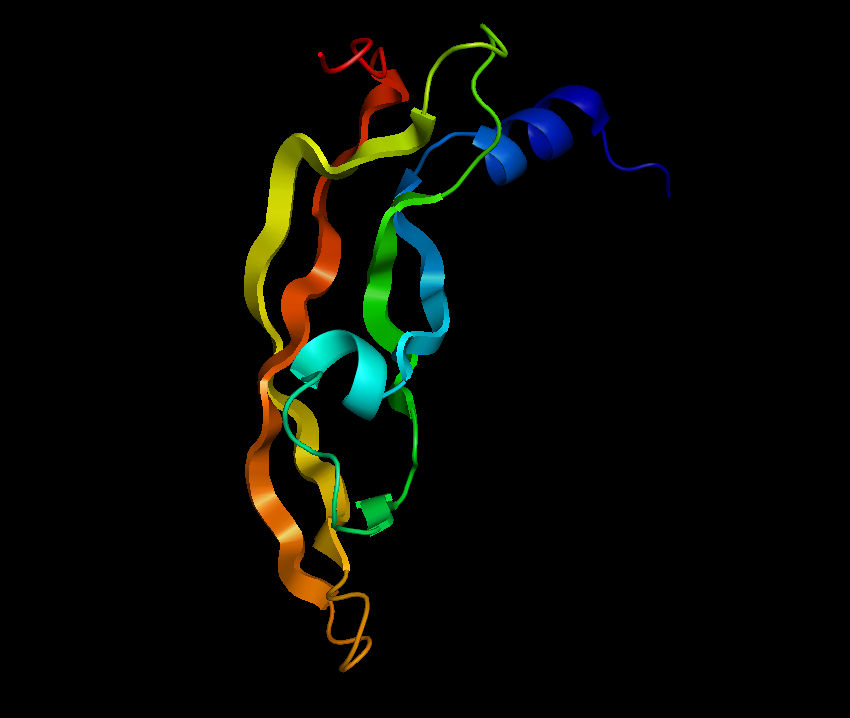
Krystaliczna struktura wamminy
(VEGF-F z jadu węża)

Czynnik wzrostu śródbłonka naczyniowego, VEGF (z ang. vascular endothelial growth factor) – czynnik wzrostu biorący udział w tworzeniu sieci naczyń krwionośnych zarodka oraz w angiogenezie. Występuje on w kilku izoformach, stanowiąc grupę ważnych białek sygnalizacyjnych.
Aktywność VEGF dotyczy komórek śródbłonka naczyniowego, choć może ona również rozciągać się na pewną liczbę komórek innych typów (na przykład stymulować migrację monocytów lub makrofagów). W doświadczeniach in vitro wykazano, że VEGF pobudza mitozę komórek śródbłonka i ich migrację. Zwiększa on również przepuszczalność naczyń włosowatych (nazywany jest niekiedy czynnikiem przepuszczalności naczyniowej).

## Izoformy
Białka z rodziny czynników wzrostu śródbłonka naczyniowego powstają w wyniku alternatywnego splicingu mRNA z eksonu 8 genu VEGF w locus 6p21-p12. Różne warianty sklejania VEGF oznacza się przez podanie liczby aminokwasów w cząsteczce powstałego białka (u ludzi są to VEGF121, VEGF145, VEGF165, VEGF189, VEGF206; u gryzoni te białka zawierają mniej aminokwasów).
Białka otrzymane w wyniku translacji tych mRNA różnią się obecnością lub brakiem C-końcowej domeny kodowanej przez eksony 6a, 6b i 7 genu VEGF. Domeny te mają istotny wpływ na funkcje wariantów splicingowych VEGF, ponieważ pośredniczą w oddziaływaniach z proteoglikanami siarczanu heparanu (HSPG) oraz z koreceptorami neuropilinowymi na powierzchni komórki, zwiększając ich zdolność do wiązania i aktywacji receptorów sygnalizacji VEGF (VEGFR).
Warianty splicingowe VEGF są uwalniane z komórek jako homodimery związane z glikozylowanym dwusiarczkiem. Strukturalnie VEGF należą do rodziny czynników wzrostu węzła cystyny (płytkopochodnych czynników wzrostu, PDGF). Po odkryciu VEGF znaleziono również inne ściśle związane z nim białka, na przykład czynnik wzrostu łożyska (PlGF), VEGF-B, VEGF-C i VEGF-D, które tworzą podrodzinę czynników wzrostu VEGF. Aby odróżnić go od innych białek tej rodziny, czynnik wzrostu VEGF jest oznaczany jako VEGF-A. Pewne białka z tej rodziny są kodowane przez wirusy (VEGF-E), a inne można znaleźć w jadzie niektórych węży (VEGF-F).

## Działanie i receptory
Wszystkie białka rodziny VEGF stymulują odpowiedź komórkową przez wiązanie do receptorów kinaz tyrozynowych (VEGFR) na powierzchni komórki, co powoduje ich dimeryzację i aktywację w wyniku transfosforylacji.
Receptory VEGFR posiadają siedem immunoglobulinopodobnych domen zewnątrzkomórkowych, pojedynczy obszar przezbłonowy oraz element wewnątrzkomórkowy zawierający domenę kinazy tyrozynowej. VEGF-A wiąże się do receptorów VEGFR-1 (FLT-1) oraz VEGFR-2 (KDR/FLT-1). VEGFR-2 pośredniczy w niemal wszystkich znanych odpowiedziach komórkowych na VEGF.
Funkcja VEGFR-1 jest mniej znana. Uważa się, że moduluje on działanie sygnalizacji VEGFR-2. Inną funkcją VEGFR-1 może być działanie jako receptora ślepego (pułapki), który ogranicza wiązanie VEGF na VEGFR-2. Może to być bardzo ważne w przypadku tworzenia sieci naczyń krwionośnych w embrionie.
Trzeci opisany receptor, VEGFR-3, nie wiąże VEGF-A. Jego ligandami są VEGFR-C i VEGFR-D i pośredniczy on w limfangiogenezie (tworzeniu sieci naczyń limfatycznych).
Synteza VEGF może zostać uruchomiona w komórkach nie otrzymujących odpowiedniej ilości tlenu (w warunkach hipoksji). Kiedy komórce zaczyna brakować tlenu zaczyna ona produkować czynnik indukowany hipoksją (HIF), który jest czynnikiem transkrypcyjnym i stymuluje między innymi uwalnianie VEGF. Krążący VEGF wiąże się następnie z receptorami VEGF na komórkach śródbłonka uruchamiając szlak kinazy tyrozynowej prowadzący do angiogenezy.

## Czynnik wzrostu śródbłonka naczyniowego w chorobach
Obecność VEGF jest uważana za zły czynnik prognostyczny w nowotworach sutka. Wiele badań pokazało, że obniżenie całkowitej przeżywalności (OS) oraz przeżywalności bez choroby (DFS) w guzach z dużym poziomem VEGF. Wysoki poziom VEGF może być wczesnym etapem procesu tworzenia przerzutów, etapem uruchamianym przez tak zwane przełączenie angiogenne (ang. angiogenic switch). Choć VEGF został powiązany ze słabą przeżywalnością, jego dokładny mechanizm działania w progresji nowotworowej pozostaje niejasny.
VEGF jest również uwalniany w reumatoidalnym zapaleniu stawów w odpowiedzi na TNF-α, zwiększając przepuszczalność i spęcznienie, a także stymulując angiogenezę.
VEGF odgrywa istotną rolę w patogenezie retinopatii cukrzycowej i zwyrodnieniu plamki związanym z wiekiem (postać mokra). Problemy z mikrokrążeniem w siatkówce u ludzi z cukrzycą mogą powodować ischemię siatkówkową, która stymuluje uwalnianie VEGF. VEGF może wtedy powodować tworzenie nowych naczyń krwionośnych w siatkówce (retinopatia proliferacyjna) oraz w innych obszarach oka, które zwiastują zmiany mogące grozić utratą wzroku.
Uwolnienie VEGF może wywoływać wiele różnych odpowiedzi. Może umożliwić przetrwanie komórek, ich przemieszczanie lub dalsze różnicowanie. Przez to VEGF jest potencjalnym celem dla leków w terapiach antynowotworowych. Pierwszy lek blokujący VEGF, przeciwciało monoklonalne o nazwie bewacyzumab, został dopuszczony do stosowania w 2004 roku.

### Czynnik wzrostu śródbłonka naczyniowego w leczeniu nowotworów
Terapie przeciwnowotworowe związane z VEGF obejmują następujące strategie:
- związane z VEGF
  - antagonisty VEGF
    - przeciwciała neutralizujące VEGF
    - inne związki neutralizujące VEGF (aptamery RNA, peptydy)

  - toksyny sprzężone z VEGF
- związane z receptorami VEGF
  - antagonisty receptorów VEGF
    - rozpuszczalne receptory VEGFR
    - przeciwciała receptorów VEGFR
    - inhibitory kinaz receptorowych.

Terapie te w większości przypadków znajdują się w stadium eksperymentów na modelowych układach nowotworów ludzkich szczepionych na zwierzętach.